# 赫米蒂奇 (密蘇里州)
赫米蒂奇（英語：Hermitage）是位於美國密蘇里州希科里縣的城市。同時該地也是希科里縣的縣治。

## 人口
根據2020年美國人口普查的數據，赫米蒂奇的面積為3.42平方千米，當中陸地面積為3.36平方千米，而水域面積為0.06平方千米。當地共有人口621人，而人口密度為每平方千米182人。